# Allgäu.tv
allgäu.tv (zuvor a.tv – fernsehen fürs allgäu und TV Allgäu Nachrichten, kurz TVA) ist ein Lokalfernsehsender für die Region Allgäu mit Sitz in Kempten.
allgäu.tv startete den Sendebetrieb am 15. Mai 2000 noch unter dem Namen TV Allgäu Nachrichten. Im Jahr 2014 erhielt der Sender den Namen a.tv verbunden mit einem neuen Corporate Design und dem Slogan „fernsehen fürs allgäu“. Der Sendername wird inzwischen als „allgäu.tv“ ausgeschrieben.

## Programm
Das Programm umfasst folgende Sendungen:
- allgäu.tv Nachrichten
- Landkreismagazine (Aus dem Ostallgäu und Kaufbeuren, Aus dem Unterallgäu und Memmingen, Aus dem Oberallgäu und Kempten, Vom Westallgäu bis zum Bodensee)
- allgäu.tv Spezial
- Land und Leute
- Allgäuer Sporttalk
- Wochenrückblick
- Tipps und Trends
- katholisch1.tv

## Empfang
allgäu.tv ist über Satellit, Kabel, MagentaTV der Deutschen Telekom, HBB-TV, Prime Video und Apple TV empfangbar. Die Sendungen können auch im Einzelabruf auf YouTube, über die Homepage und den dortigen Livestream gesehen werden. Die Aufsicht führende Anstalt ist die Bayerische Landeszentrale für neue Medien. Das Ende des derzeitigen Genehmigungszeitraums ist am 31. Oktober 2029.

## Gesellschafter
Gesellschafter des Senders sind die rta media GmbH (gehört zur Mediengruppe Allgäuer Zeitung, deren Eigner zu je 50 % Familien Waldburg-Zeil und die Familien Holland/Scherer) mit 56 %, die Mediengruppe Sankt Ulrich Verlag (100% Eigner: Bistum Augsburg) mit 30 % sowie die RT 15 GmbH, die die restlichen 14 % hält. Betreiber ist die Allgäu-TV GmbH & Co. KG. Sein Schwestersender ist augsburg.tv.

## Senderlogos

2000 bis 2014
2014 bis 2016
2016 bis 2024
Seit 2024